# Màxima pressió aerodinàmica
En enginyeria aeroespacial, max Q és el punt de màxima pressió dinàmica, el punt on es maximitza l'estrès aerodinàmic en una nau espacial en el vol atmosfèric.
Considerant la definició de pressió dinàmica: q = ρ v² / 2, on q és la quantitat de pressió aerodinàmica, ρ (ro) és la densitat de l'aire i v és la velocitat del vehicle, trobem que tal quantitat és:
- zero a l'enlairament, quan la densitat de l'aire ρ és alta però la velocitat del vehicle v=0
- zero fora de l'atmosfera, on la velocitat v és alta però la densitat de l'aire ρ=0
- sempre positiva (zero o més) donant les quantitats corresponents

Per tant, hi haurà necessàriament un punt on la pressió dinàmica és màxima: aquell punt és precisament max Q.
En altres paraules, per sota del punt max Q, l'efecte de l'acceleració de la nau espacial redueix el decrement de la densitat per crear més pressió dinàmica (oposada a l'energia cinètica) actuant sobre la nau. Per sobre del punt max Q, es dona el cas invers, i la pressió dinàmica actuant contra la nau es redueix a mesura que es redueix la densitat de l'aire, a la llarga assolir un Q de 0 on la densitat de l'aire és zero.
Com s'ha explicat abans, "Q" o "q" és simplement una quantitat anomenada pressió dinàmica, que és una combinació de densitat de l'aire i velocitat. Durant el llançament d'un coet, la velocitat augmenta perquè el coet accelera, però quanta més alçada assoleix el coet la densitat de l'aire disminueix més. Hi ha un punt on la combinació d'augment de la velocitat i descens de la densitat és màxima, i aquest és el punt denominat "max q". Els coets, avions, míssils i altres vehicles estan dissenyats per suportar només una certa q màxima després de la qual patiran danys estructurals, així que el terme s'utilitza també en enginyeria aeroespacial i no només per la NASA.
Per exemple, durant un llançament del transbordador espacial normal, la max Q està a una altitud d'uns 11 km (35.000 peus).
Durant les missions Apollo, la max Q es produïa entre els 13 i 14 km d'altitud (43.000–46.000 peus).
El punt de max Q és clau durant el llançament d'un coet, perquè aquell és el punt on l'estructura pateix el més gran estrès mecànic. La desintegració del transbordador espacial Challenger es produí poc després de la max Q.